# Miroslav Bertoša
Miroslav Bertoša, hrvaški zgodovinar, * 17. maj 1938, Beograd.

## Življenje in delo
Rodil se je v družini kmetijskega inženirja Ivana in učiteljice Zore Bertoša, rojene Nikić. Osnovno šolo je začel obiskovati v Somboru, zaključil pa v Pulju, kamor se je družila leta 1947 preselila. Maturiral je na gimnaziji v Pulju (1957), iz književnosti in  zgodovine je diplomiral na pedagoški akademiji v Pulju (1966) in iz zgodovine še na Univerzi v Zagrebu, prav tam je leta 1981 z delom Gospodarske i etničke prilike u mletačkem dijelu Istre u doba kolonizacije (XVI. i XVII. st.) tudi doktoriral. ( mletački del Istre - beneški del Istre). Članke je začel objavljati že v dijaških letih, s publicistiko se je ukvarjal tudi kot študent. Od 1963 pa se posveča predvsem zgodovini. Opravil je številne raziskave v slovenskih, italijanskih, francoskih in  hrvaških arhivih. Njegove raziskave so posvečene predvsem Istri. Od 1963 je predaval na pedagoški akademiji v Pulju, 1969 je postal asistent v puljski delovni enoti zavoda za zgodovinske in družbene znanosti Hrvaške akademija znanosti in umetnosti na Reki ter 1986 postal znanstveni svetnik tega zavoda. Vzporedno je predaval na puljski pedagoški akademiji, vodil podiplomski študij na Univerzi v Zadru in predaval na raznih tečajih, strokovnih posvetovanjih in kongresih. Leta 1990 je bil sprejet med izredne člane Hrvaške akademija znanosti in umetnosti.